# Famalicão (Nazaré)
Famalicão is een plaats (freguesia) in de Portugese gemeente Nazaré en telt 1672 inwoners (2001).